# Lucy Kaplansky

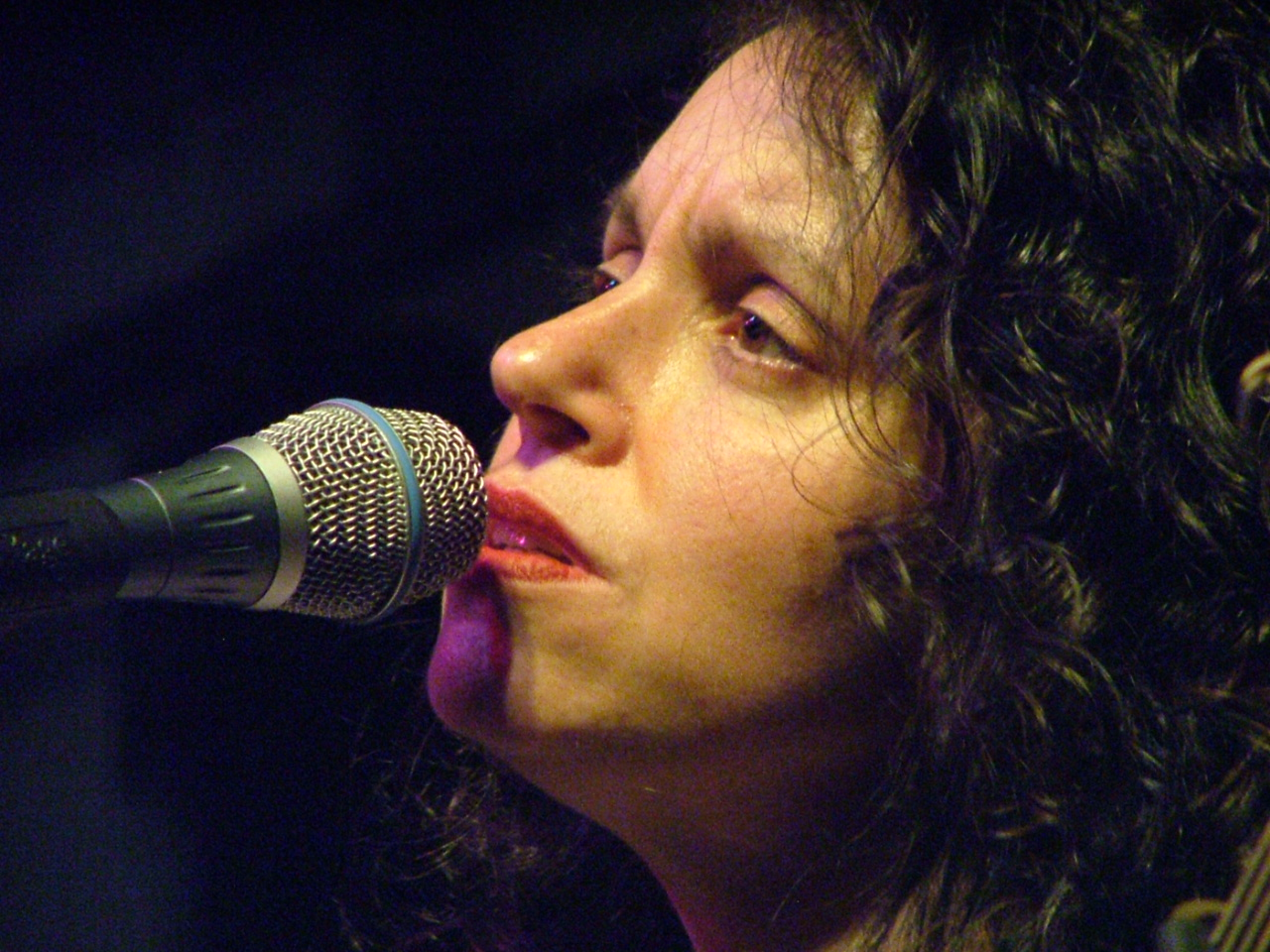
Lucy Kaplansky (2006)

Lucy Kaplansky (* 2. Februar 1960 in Chicago) ist eine US-amerikanische Sängerin und Musikerin (Singer-Songwriter).
Ihre Musik kann den Genres Folk, Pop und Country zugeordnet werden.

## Leben
Lucy Kaplansky stammt aus Chicago, begann ihre Musikerkarriere jedoch in New York in der Szene um Suzanne Vega, Shawn Colvin und vielen anderen. Sie unterbrach ihre Musikerlaufbahn, um Psychologie zu studieren, was sie mit dem Doktortitel abschloss. Einige Zeit danach arbeitete sie als Psychologin in einem Krankenhaus und unterhielt auch eine Praxis. Auch während dieser Zeit arbeitete sie mit anderen Musikern weiterhin zusammen. Erst 1994 startete sie ihre Solokarriere als Musikerin.
Sie ist die Tochter des Mathematikers Irving Kaplansky.

## Diskographie
- The Tide (1994, Neuauflage 2005)
- Flesh and Bone (1996)
- Cry, Cry, Cry (1998 mit der Band Cry Cry Cry)
- Ten Year Night (1999)
- Every Single Day (2001)
- The Red Thread (2004)
- Over The Hills (2007)
- Reunion (2012)
- Everyday Street (2018)
- Last Days Of Summer (2022)

Alle Alben sind bei Red House veröffentlicht worden.